# Ernst Wilhelm Sachs
Ernst Wilhelm Sachs (* 23. April 1929 auf Schloss Mainberg bei Schweinfurt; † 11. April 1977 in Val-d’Isère) war ein deutsch-schweizerischer Industrieller und Millionenerbe.

## Leben
Ernst Wilhelm („EW“) Sachs war der ältere Sohn des Fichtel & Sachs-Alleininhabers Willy Sachs und dessen erster Frau Elinor von Opel, einer Enkelin des Opel-Gründers Adam Opel. Als die Ehe der Eltern 1935 geschieden wurde, nahm ihn die Mutter gemeinsam mit seinem jüngeren Bruder Gunter mit in die Schweiz. In der Auseinandersetzung um das Sorgerecht gelang es dem Vater mit Unterstützung von Himmler und Göring 1941 nur kurzzeitig, den älteren Sohn nach Schweinfurt zurückzuholen. Ab Ende 1943 lebte er wieder bei seiner Mutter in der Schweiz.
Zur Vorbereitung auf seine spätere Tätigkeit in der Geschäftsführung des väterlichen Unternehmens absolvierte er verschiedene Praktika. Nach dem Tod des Vaters trat er 1958 in den Vorstand der Fichtel & Sachs AG ein und übernahm schließlich auch den Vorsitz im Vorstand. Bewusst stellte er sich damit in die familiäre Tradition von Vater und Großvater. Allseits geschätzt wurde seine freundliche und umgängliche Art. Seine unternehmerischen Entscheidungen waren jedoch wenig glücklich. Der von ihm propagierte Einstieg in die Kältetechnik wurde ein Misserfolg. Als nach langen Jahren des Aufschwungs erstmals Verluste aufliefen, musste sich der 38-Jährige bereits 1967 von der Firmenleitung zurückziehen. Gemeinsam mit seinem Bruder Gunter verkaufte er 1976 die Aktien-Mehrheit der Sachs AG an den britischen Konzern GKN. Dieser Verkauf wurde nach seinem Tod von den Kartellbehörden untersagt.
1957 hatte Sachs Eleonora Vollweiler, genannt Lo Sachs (* 17. März 1935; † 17. August 2005) geheiratet. Aus der Ehe gingen die drei Töchter Monica (* 1959), Eva Eleonore (* 1960) und Carolin (* 1963) hervor. Die Ehe wurde 1973 geschieden. Bis zu seinem Tod führte Sachs anschließend ein unstetes Playboy-Leben.
Während seiner Tätigkeit in Schweinfurt wohnte er bis Herbst 1968 mit seiner Familie in einem unscheinbaren Haus im Weingartenweg, anschließend vorwiegend in München und der Schweiz. Um die deutsche Erbschaftssteuer zu umgehen, nahm er 1976 ebenso wie sein Bruder Gunter die Schweizer Staatsbürgerschaft an.
Bei einem Lawinenunglück in der Nähe von Val-d’Isère verunglückte Sachs im April 1977 tödlich.
Neben der Jagd war der Rennsport eines seiner Hobbys, am Hockenheimring sind ein Gebäude, eine Straße in der Stadt und eine Kurve auf der Rennstrecke (Sachskurve) nach ihm benannt.